# Стадион имени Нарендры Моди
Стадион имени Нарендры Моди (англ. Narendra Modi Stadium, гудж. નરેન્દ્ર મોદી સ્ટેડિયમ), также известный как стадион «Мотера» (англ. Motera Stadium, гудж. મોટેરા સ્ટેડિયમ) — международный крикетный стадион в Ахмадабаде. Это крупнейший стадион для крикета в мире, который вмещает 132 тысячи зрителей. Стадион принадлежит ассоциации крикета штата Гуджарат и служит местом проведения внутренних и международных матчей по крикету. Является одним из главных стадионов Индии.
Стадион имени Нарендры Моди построен на месте снесённого стадиона имени Сардара Пателя, построенного в 1982 году и реконструированного в 2006 году. До 2015 года он служил основным местом проведения соревнований по крикету в городе. Он принимал несколько матчей чемпионатов мира в 1987, 1996 и 2011 годах.
Ассоциация крикета штата Гуджарат снесла стадион Сардара Пателя в 2015 году с целью строительства нового стадиона, который должен был стать самым большим в мире. Проектированием занялась австралийская дизайнерская фирма Populous, а строительством — Larsen & Toubro. На строительство ушло 5 лет, строительство оценивается в 8 миллиардов индийских рупий.
Стадион имени Нарендры Моди вмещает больше, чем «Мельбурн Крикет Граунд», который ранее являлся самым большим крикетным стадионом. Здесь находится штаб-квартира ассоциации крикета штата Гуджарат.
На стадионе Нарендры Моди есть 4 раздевалки, 11 «питчей» и 2 тренировочных поля, на которых можно проводить как тренировки, так и матчи.
24 февраля 2021 года ассоциация крикета штата Гуджарат (GCA) назвала стадион в честь Нарендры Моди, нынешнего премьер-министра Индии, который являлся президентом ассоциации крикета штата Гуджарат с 2009 по 2014 годы, а также был главным министром штата Гуджарат с 2001 по 2014 годы. В 2021 году стадион был открыт президентом Индии Рамом Натхом Ковиндом.
Первое публичное мероприятие прошло на стадионе в 2020 году, когда состоялся приём президента США Дональда Трампа под названием «Намасте Трамп». 24 февраля 2021 года на стадионе имени Нарендры Моди состоялся первый тестовый матч между Индией и Англией. 29 сентября 2022 года здесь прошла церемония открытия Национальных игр 2022.
19 ноября 2023 года на арене прошёл финал чемпионата мира по крикету между Индией и Австралией, здесь же прошёл матч открытия этого турнира между Англией и Новой Зеландией.

## История
Стадион, ранее известный как стадион Гуджарата, был переименован в честь Сардара Валлабхаи Пателя, первого министра внутренних дел Индии и заместителя премьер-министра. До строительства этого стадиона, международные матчи по крикету в Ахмадабаде проводились на стадионе Муниципальной корпорации Ахмедабада (который также носил имя Сардара Пателя) в районе Наврангпура. В 1982 году правительство Гуджарата выделило участок земли размером в 100 акров на берегу реки Сабармати для строительства нового стадиона. Строительство было завершено за девять месяцев. С тех пор здесь проводились все международные матчи по крикету в Ахмадабаде.
На этом стадионе Сунил Гаваскар стал первым отбивающим, набравшим 10 000 очков в тестовом матче в игре против Пакистана в 1987 году. В 1983 году Капил Дев разрушил 9 калиток в матче против Вест-Индии, став лучшим боулером в мире в 1995 году, побив рекорд сэра Ричарда Хэдли.
Во время Тестовой серии ЮАР в Индии в 1996 году, в первом матче африканцам было необходимо набрать 170 ранов для победы, но Джавагал Шринатх смог разрушить 6 калиток, позволив заработать соперникам всего 21 ран, и привёл свою команду к победе.

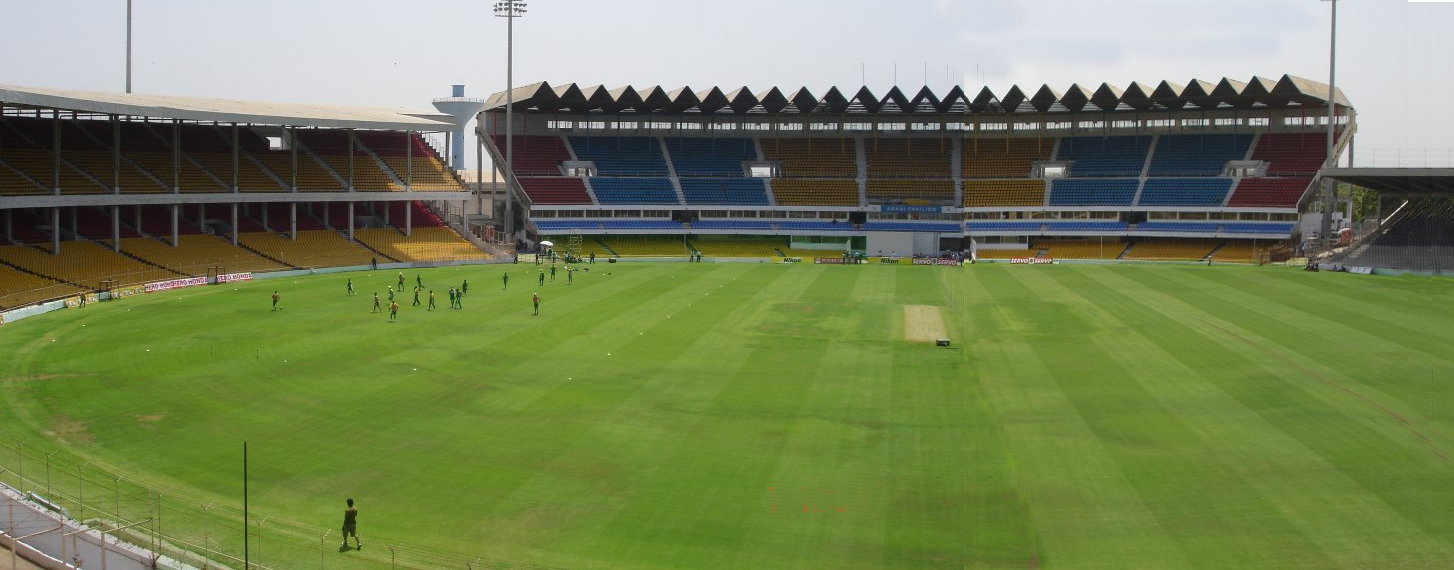
Стадион имени Сардара Пателя до реконструкции

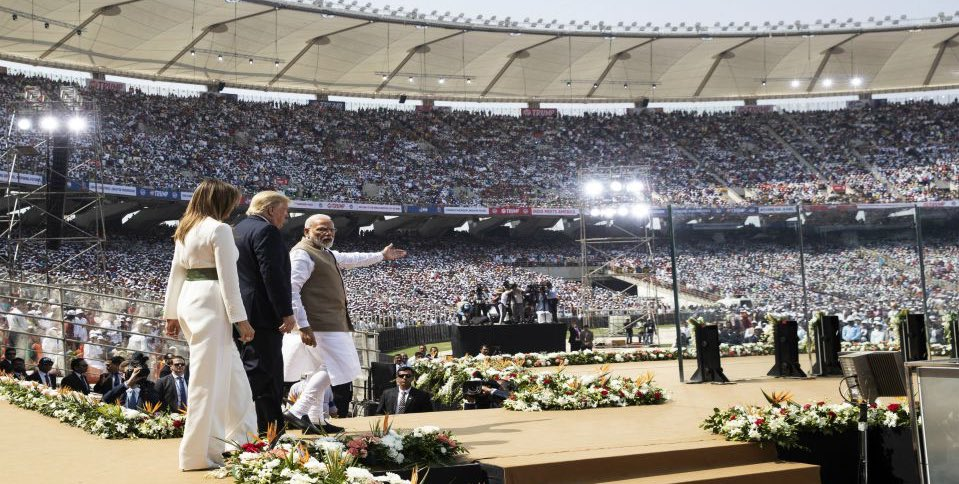
Президент США Дональд Трамп и премьер-министр Индии Нарендра Моди на стадионе, 24 февраля 2020 года

В октябре 2015 года стадион снесли, хотя некоторые СМИ назвали это реконструкцией. Общая стоимость реконструкции оценивалась в 7 миллиардов индийских рупий. Однако окончательная стоимость составила на один миллиардов рупий больше. Реконструкцию, которую первоначально планировалось завершить в 2019 году, закончили в феврале 2020 года.
Идея строительства нового стадион приписывается Нарендре Моди, на тот момент президенту ассоциации крикета штата Гуджарат и главному министру Гуджарата. Незадолго до того, как Моди переехал в Дели и занял пост премьер-министра Индии, велись дискуссии о незначительной модернизации стадиона. Моди попросил чиновников построить новый стадион большего размера вместо проведения мелких ремонтных работ.
После начала работ по сносу старого стадиона в конце 2015 года, ассоциация крикета штата Гуджарат опубликовала тендер. Для оценки тендеров был сформирован Тендерный коммерческий комитет из девяти экспертов. Кроме того, STUP Consultants, консалтинговая фирма по гражданскому строительству, базирующаяся в Мумбаи, была назначена консультантом по управлению проектом для оценки предложений и технических деталей каждого из предложений по тендеру.
| Участник торгов                | Оценка затрат      | Примечания          |
| ------------------------------ | ------------------ | ------------------- |
| Larsen & Toubro                | 6,7 миллиардов ₹   | Признан победителем |
| Шапурджи Паллонджи и Ко. Лтд.  | 8,47 миллиардов ₹  |                     |
| Нагарджуна Констракшн Ко. Лтд. | 10,65 миллиардов ₹ |                     |

#### Строительные работы
L&T начала строительные работы в декабре 2016 года. 16 января 2017 года ассоциация крикета штата Гуджарат провела инспекцию в день начала фактического строительства. Стадион планировалось построить за 2 года, а стоимость проекта реконструкции оценивалась примерно в 7 миллиардов индийский рупий (93 миллиона долларов США). В феврале 2020 года на стадионе были завершены последние работы, а в 2021 году на нём состоялся Тестовый матч Англия — Индия.
Премьер-министр Моди открыл на арене Национальные игры 2022 года. В 2020 году здесь было организовано мероприятие «Намасте Трамп», приуроченное к визиту президента США Дональда Трампа. Стадион стал домашним для команды Индийской премьер-лиги «Гуджрат Титан». Здесь проходили финалы Индийской премьер-лиги по крикету в 2022 и 2023 годах.

## Особенности стадиона
Стадион имени Нарендры Моди имеет двухъярусную конструкцию. Арена построена на 63 акрах земли, имеет 3 входа, рядом с одним из них в непосредственной близости располагается метро. Он имеет 76 корпоративных лож, вмещающих 25 человек, клуб на 55 комнат, бассейн олимпийских размеров и четыре раздевалки. На каждой зрительской трибуне имеется фуд-корт и зона гостеприимства, на территории стадиона расположены академия крикета и тренировочные поля.
Уникальной особенностью стадиона является система светодиодного освещения на крыше вместо обычных прожекторных вышек. Светодиодные фонари установлены на антибактериальном, огнестойком навесе с мембраной из ПТФЭ. Строительством крыши занималась фирма Walter P Moore, они специально спроектировали её лёгкой и не опирающейся на чашу стадиона, чтобы сделать её достаточно устойчивой к землетрясениям.
Larsen & Tubro были главным подрядчиком во время строительства, они работали в сотрудничестве с иностранными фирмами из Австралии, Японии, Испании, США и Италии. Проектировать стадион было поручено австралийской компании Populous, в которой непосредственным проектом занимался архитектор Эндрю Джеймс. Двухъярусная конструкция стадиона Нарендры Моди поддерживается снизу многочисленными огромными колоннами Y-образной формы; что устраняет необходимость в опорах внутри арены и, таким образом, даёт зрителям беспрепятственный обзор всего поля с любого места на стадионе. Вес каждой колонны «Y-образной формы» составляет 280 тонн, их высота — около 30 метров. Ткань для крыши привезена из Японии, светодиодное освещение предоставлено испанской фирмой. На поле имеется 11 «питчей», игровое поле оснащено датчиками, определяющими потребность в орошении травы и активирующие полностью автоматические подземные выдвижные разбрызгиватели, которых на стадионе имеется 67 штук. На стадионе используется газон вида Свинорой пальчатый, семена которой закуплены в США. Стадион оснащён высокотехнологичной дренажной системой и новейшей системой светодиодного освещения, которая установлена на кольце внутреннего края крыши, поэтому на земле не образуются тени.
На арене запланировано проведение 5 матчей в рамках чемпионата мира по крикету 2023 года, включая игру-открытия между Новой Зеландией и Англией, и финал между Индией и Австралией. Здесь также прошёл самый ожидаемый матч группового этапа между Пакистаном и Индией.

## Домашние команды
Стадион является домашним стадионом для сборной штата Гуджарат по крикету, в том числе и женской команды. Здесь играет команда Индийской премьер-лиги «Гуджарат Титанс».
Помимо основной площадки, здесь также есть два дополнительных поля, которые называют «Стадион имени Нарендры Моди А» и «Стадион имени Нарендры Моди B». Они расположены к востоку от стадиона и используются для проведения внутренних матчей по крикету. Здесь также проводились турнира, например, Ranji Trophy.
На стадионе прошли финальные матчи Индийской премьер-лиги в 2022 и 2023 годах, где, соответственно, победили домашняя команда «Гуджарат Титанс» и «Ченнаи Супер Кингс».
Здесь пройдёт однодневный турнир имени Виджая Хазаре, где сборная штата Махараштры набрала 248 ранов при 9 потерянных калитках в первом иннингсе, а «Саураштра» сумела превысить этот результат на третьей подаче 47-го овера. Рутурадж Гайквад из Махараштры и Шелдон Джексон из Саураштры набрали по сто пробегов.